# 濱野智史
濱野 智史（はまの さとし、1980年8月8日 - ）は、日本の社会学者、批評家、元アイドルプロデューサー。
専攻は情報社会論、メディア論、インターネットコミュニティ、情報環境など。

## 人物
東京都生まれ。慶應義塾大学環境情報学部卒業。慶應義塾大学大学院政策・メディア研究科修士課程修了。2005年より国際大学GLOCOM研究員。2006年より株式会社日本技芸リサーチャー。2011年から千葉商科大学商経学部非常勤講師。
インターネットコミュニティの研究を専門としており、大学院在学中の2004年に東浩紀主催のメールマガジン「波状言論」に「アメリカのblog・日本の2ちゃんねる―テキストサイトの現在 (3)」を発表しデビュー。
その後、ised@glocomのスタッフを務め、2008年NTT出版より著書『アーキテクチャの生態系』を上梓した。同書ではミクシィ、ツイッター、セカンドライフ、2ちゃんねるなどの様々なネットサービスに触れながらそれらをアーキテクチャという観点から分析し、第25回テレコム社会科学賞を受賞した。ニコニコ動画の動画やケータイ小説といったコンテンツについての考察（N次創作、操作ログ的リアリズムなど）も行われ、それらは大塚英志の物語消費論や東のデータベース消費論を発展させた議論といえる。

## 造語
N次創作
起点となるコンテンツを構成要素としてその派生作品を制作することを二次創作というが、それに続いて二次創作された作品を構成要素としてその派生作品が作られ、さらにそれが構成要素となり…という連鎖が続いていくことをN次創作と呼ぶ。動画投稿サイトのニコニコ動画で顕著に見られる。
操作ログ的リアリズム
ケータイ小説の『恋空』において、作品中に埋めこまれた「登場人物が行う携帯電話の操作ログの集積」が、（近代文学とは異なる形で）リアリティを担保しているという議論。
キャラクラシー（キャラクター民主制）
ネット空間の匿名的集合知を政治の場に生かす新しい民主政治のあり方として、通常のように生身の身体を持った人間を政治家にするよりも、インターネット上での有志の協議によって作成された公約を持った何らかの虚構のキャラクター（例えば初音ミク）を選挙に出馬させて政治に参加させた方がよいという構想・思考実験のこと。

## アイドル
2011年夏頃から、宇野常寛・小林よしのり・中森明夫らの影響によりアイドルグループAKB48（およびそのメンバーである島崎遥香）のファンとなり、同一CDを数十枚単位で購入するほどに至っている。以降、彼らとともにAKB48について評論した『AKB48白熱論争』やAKB48と宗教の関係について論じた『前田敦子はキリストを超えた 宗教としてのAKB48』を出版するなど、アイドルに関する論評を行っている。
AKB評論家の中でも宇野と並び指原莉乃を擁護する意見を言う『親指原』としても知られている。
2014年6月に「アイドルを作るアイドル」をコンセプトとしたアイドルグループ「Platonics Idol Platform (PIP)」を結成し、プロデューサーとして活動する。
2015年9月に登壇したトークイベントで、「アイドルって糞だなーってわかったんで」「辞めていったメンバーは本当にバカだと思う」と発言、またニコ生で「在宅は死ね」と発言し炎上を招いた。
2016年2月28日、PIPは定期公演を最後に山下緑以外の全員のメンバーが卒業。
2017年2月11日に配信されたニコニコ生放送の番組『濱野智史の告解と懺悔--PIPとは何だったのか』で「アイドルはもちろんクソなんかじゃありません。僕がクソなだけです」と謝罪した。

## 出演
- NEWS WEB第2期生（水曜日 2013年度）

## 著書
- 『アーキテクチャの生態系 情報環境はいかに設計されてきたか』NTT出版 2008年10月。ちくま文庫 2015年7月。ISBN 978-4480431837。
- 『前田敦子はキリストを超えた 宗教としてのAKB48』ちくま新書、2012年12月。ISBN 978-4480067005。

### 共編著
- 『ised：情報社会の倫理と設計』東浩紀共編 河出書房新社 2010年5月。倫理篇 ISBN 978-4309244426、設計篇 ISBN 978-4309244433。
- 『日本的ソーシャルメディアの未来』佐々木博共著 ソーシャルメディア・セミナー編 技術評論社 2011年3月。ISBN 978-4774145280。
- 『希望論 2010年代の文化と社会』宇野常寛共著 NHKブックス 2012年1月。ISBN 978-4140911716。
- 『恋愛のアーキテクチャ』櫻井圭記・小川克彦共編著 青弓社 2012年6月。ISBN 978-4787233417。
- 『AKB48白熱論争』宇野常寛・小林よしのり・中森明夫共著 幻冬舎新書 2012年8月。ISBN 978-4344982734。
- 『グラビア美少女の時代』細野晋司・山下敦弘・仲俣暁生・山内宏泰・福川芳郎・鹿島茂共著 集英社新書、ヴィジュアル版 2013年7月。